# کیرشبرگ ام والده
کیرشبرگ آموالد (به آلمانی: Kirchberg am Walde) یک منطقهٔ مسکونی در اتریش است که در ناحیه گموند واقع شده‌است. کیرشبرگ آموالد ۱٬۷۷۳ نفر جمعیت دارد.